# Щекочихин, Олег Владимирович
Олег Владимирович Щекочихин (род. 29 июня 1999, Берёзовка, Оренбургская область, Россия) — российский военнослужащий, майор, командир штурмового отряда 15-й отдельной гвардейской мотострелковой бригады 2-й гвардейской общевойсковой армии Центрального военного округа. Герой Российской Федерации (2025).

## Биография
Родился 29 июня 1999 года в селе Берёзовка Оренбургской области в семье военнослужащего.
С детства занимался единоборствами. В 2016 году окончил Зареченскую среднюю общеобразовательную школу № 2 с золотой медалью, находящуюся в селе Тоцкое-2 Оренбургской области. 
С 2016 года — в Вооружённых силах Российской Федерации. Являлся курсантом казанского филиала Военного учебно-научного центра Сухопутных войск «Общевойсковая академия» в Республике Татарстан. В 2020 году, после того, как Щекочихин окончил училище, был распределён в Центральный военный округ. 
Служил командиром танкового взвода в танковом батальоне 21-й отдельной гвардейской мотострелковой бригады 2-й гвардейской общевойсковой Краснознамённой армии в селе Тоцкое Оренбургской области. В дальнейшем был переведён в 15-ю отдельную гвардейскую мотострелковую бригаду, где был назначен командиром штурмовой роты, а затем командиром штурмового отряда «Шторм».
В 2022 году принимал участие во вторжении России на Украину. Неоднократно был ранен.

## Звания и награды
- Герой Российской Федерации (Указом Президента Российской Федерации «закрытым» от 2025 года за мужество и героизм, проявленные при исполнении воинского долга, гвардии майору Щекочихину Олегу Владимировичу присвоено звание Героя Российской Федерации с вручением знака особого отличия — медали «Золотая Звезда»)[4][5][6].
- Орден Мужества[3].
- медаль «За отвагу»[3].
- медаль «За храбрость» 2-й степени[3].
- Другие награды[3].